# Введенский собор (Козлово)
Церковь Введения во храм Пресвятой Богородицы — церковь XVIII века в селе Козлово Спировского района Тверской области. Объект культурного наследия народов РФ регионального значения (регистрационный № 691610588080005).
Приход являлся важным центром формирования литературного карельского языка, при участии священника Введенской церкви Григория Введенского на тверской карельский говор толмачевского диалекта карельского языка были переведены Евангелия от Матфея и Марка.

## История
Село Козлово — исторический центр погоста Богородицкого Плави, известного с 1499 г. из писцовой книги Бежецкой пятины. Большую роль в истории прихода сыграл род дворян Сназиных — Тормасовых. Деревянная Введенская церковь заложили в 1780 г.,  освятили в 1783 г. Таинство освящение храма провёл строитель Николо-Теребинской пустыни иеромонах Иероним. 
В 1802 г. в справке благочинного значилось: «В селе Козлово церковь во имя Введения Пресвятыя Богородицы, деревянная, в твёрдости, утварию довольна, построена в 1784 г. При ней приходских 298 дворов, в них мужеска пола 1261 душа, пашенной и сенокосной земли по писцовой даче состоит 280 десятин».
В 1803 г. подано прошение от 3 июля генерал-майора Ивана Терентьевича Сназина «О построении каменной церкви». Из документа: 
«В вотчинном моём Вышневолоцкого уезда селе Козлове имеется деревянная во имя Введения Пресвятыя Богородицы церковь, на место той желаю построить в том именовании каменную церковь с приделами Казанской Божьей Матери и Рождества Иоанна Предтечи». 
Но строительство каменного храма было приостановлено, поскольку Сназин 1) перенес центр имения из Овсеево и вел строительство церкви Иоанна Предтечи в новой центральной усадьбе имения Сназиных Ивановском; 2) принимал  участие в Русско-турецкой и Наполеоновских войнах.
В 1828 г., согласно находке  документа «О построении каменной церкви» в фонде Духовной Консистории Государственного архива в Твери, начато строительство каменной церкви Введения Богородицы во храм с. Козлово. Строительство завершено в 1834 году. В течение 30 лет проведены достройки: колокольню в 1855 г.,  тёплую церковь возвели в 1871 г.
Храм, трапезная и колокольня сооружены в трёх стилях — ампир, эклектичном и позднеклассическом. На место, где стоит церковь, перед ее постройкой возили очень много земли и песка, поэтому она стоит как бы на возвышенности. На храме и колокольне цоколи были облицованы белым камнем, на трапезной — гранитом. Церковь окружала кирпичная ограда. Внутри её кладбище, где хоронили священнослужителей и помещиков (могилы Лопакова и Сназина).
Дома крупных землевладельцев, купцов и священников располагались недалеко от церкви: купца Игнатова, Гусарова, священников Муравьева, Котлованского, Троицкого, Сибирского, дом Введенских.
С окончанием строительства храма Козлово становится местом проведения ярмарок. Козловский собор является упрощённой по композиции копией Христорождественского собора в Твери (1810, 1813—1820 гг.) либо Новоторжского Спасо-Преображенского собора (1815—1822 гг.). Храмы строились один вслед за другим, в одном и том же стиле русского ампира, который использовал в своих работах Росси.
Историю церкви вкратце осветили в своём прошении к делу «О возобновлении придельного иконостаса» за 1894 г. церковный староста с. Козлово Федор Петрович Деревенский, старший священник Михаил Сперанский, священники Алексей Сибирский, Иаков Троицкий, диакон Федор Никольский, псаломщики Михаил Франтов, Василий Михайловский, Павел Овсиевский.
Службы в церкви прекратились в начале 1930-х годов.. С церкви были сняты кресты и колокола, разбиты и увезены, помещение было отдано под клуб, а затем под склады.
С 1995 г. в селе Козлово снова действует православный приход. 30 сентября 2011 г. был освящён крест, а летом 2012 г. он был установлен на главный купол храма.  